# Reprezentacja Kirgistanu U-20 w piłce nożnej mężczyzn
Reprezentacja Kirgistanu U-20 w piłce nożnej – młodzieżowa reprezentacja Kirgistanu sterowana przez Federację Piłki Nożnej Republiki Kirgiskiej (FFKR). Powstała w 1992 po rozpadzie ZSRR. Do mistrzostw świata nigdy nie zakwalifikowała się. Do mistrzostw Azji zakwalifikowała się tylko raz, w 2006 roku i odpadła wtedy już w fazie grupowej. 
Również w 2004 zespół jako U-21 debiutował w rozgrywkach Wyższej Ligi Kirgistanu i startował w rozgrywkach Pucharu Kirgistanu. W 2005 ponownie występował w rozgrywkach o mistrzostwo i Puchar kraju.

## Udział wMłodzieżowych Mistrzostwach świata
- 1977 – 1991 – Nie brał udziału (był częścią ZSRR)
- 1993 – Nie brał udziału
- 1995 – 2017 – Nie zakwalifikował się

## Udział wMłodzieżowych Mistrzostwach Azji
- 1959 – 1992 – Nie brał udziału (był częścią ZSRR)
- 1994 – 2004 – Nie zakwalifikował się
- 2006 – Faza grupowa: 3.miejsce w grupie A
- 2008 – 2016 – Nie zakwalifikował się

## Selekcjonerzy
...
- 2014:  Anarbek Ormonbekow
- 2014–:  Mirłan Eszenow